# Hodeng-Hodenger

Hodeng-Hodenger este o comună în departamentul Seine-Maritime, Franța. În 1 ianuarie 2022 avea o populație de 281 de locuitori.